# Joe Wilson (politician)
Joe Wilson este un om politic britanic, membru al Parlamentului European în perioadele 1989-1994 și 1994-1999 din partea Regatului Unit. 
1. ↑  Deputații în Parlamentul European